# EXO PLANET 4 - The EℓyXiOn dot
Albums de EXO
Don't Mess Up My Tempo
(2018) Obsession
(2019)
EXO PLANET #4 - The EℓyXiOn dot est un album live du boys band sud-coréano-chinois EXO enregistré lors de l'avant-dernière représentation à Séoul dans le cadre de la tournée EℓyXiOn, qui est sorti le 30 janvier 2019 par SM Entertainment. 

## Liste des pistes

### CD1
| 1.    | 전야 (前夜) (The Eve) (réarrangée)                                         | 2:15 |
| 2.    | Forever                                                                    | 3:54 |
| 3.    | Ko Ko Bop                                                                  | 3:22 |
| 4.    | 으르렁 (Growl) (réarrangée)                                                | 3:54 |
| 5.    | I See You (Nouvelle version du solo de Kai)                                | 3:23 |
| 6.    | Call Me Baby (réarrangée)                                                  | 4:59 |
| 7.    | 너의 손짓 (Touch It)                                                       | 3:37 |
| 8.    | 소름 (Chill)                                                               | 3:09 |
| 9.    | For Life (Version anglaise - Solo de D.O. accompagné de Chanyeol au piano) | 3:04 |
| 10.   | 내가 미쳐 (Going Crazy)                                                    | 4:17 |
| 11.   | Sweet Lies                                                                 | 3:56 |
| 12.   | 부메랑 (Boomerang)                                                         | 2:57 |
| 13.   | Lotto                                                                      | 3:21 |
| 14.   | Ka-CHING! (Version coréenne)                                               | 2:49 |
| 15.   | Sing for You (Version Jazz)                                                | 4:34 |
| 16.   | Playboy (Solo de Suho)                                                     | 2:23 |
| 17.   | Psycho (Solo de Baekhyun)                                                  | 2:28 |
| 58:54 |                                                                            |      |

### CD2
| 1.       | Heaven                                                         | 3:43 |
| 2.       | What U do?                                                     | 3:40 |
| 3.       | Lucky One                                                      | 3:45 |
| 4.       | Tender Love                                                    | 3:35 |
| 5.       | 3.6.5                                                          | 3:05 |
| 6.       | 기억을 걷는 밤 (Walk On Memories)                              | 4:43 |
| 7.       | 월광 (Moonlight) (interprété par Chen, Suho, Baekhyun et D.O.) | 4:48 |
| 8.       | We Young (Duo Chanyeol / Sehun)                                | 3:45 |
| 9.       | Electric Kiss                                                  | 4:00 |
| 10.      | Coming Over (Version coréenne)                                 | 2:43 |
| 11.      | Run This (Version coréenne)                                    | 2:02 |
| 12.      | Drop That (Version coréenne)                                   | 2:50 |
| 13.      | Power (réarrangée)                                             | 6:27 |
| 14.      | Beyond (Solo de Xiumin)                                        | 2:56 |
| 15.      | Years (Solo de Chen)                                           | 1:43 |
| 16.      | Lucky                                                          | 3:16 |
| 17.      | Run                                                            | 4:47 |
| 18.      | Universe                                                       | 4:25 |
| 01:06:14 |                                                                |      |

## Historique de sortie
| Pays         | Date            | Format                   | Label            |
| ------------ | --------------- | ------------------------ | ---------------- |
| Corée du Sud | 30 janvier 2019 | CD, téléchargement légal | SM Entertainment |
| Monde entier | 30 janvier 2019 | Téléchargement légal     | SM Entertainment |